# Høgholt (Visborg Sogn)
 For alternative betydninger, se Høgholt. (Se også artikler, som begynder med Høgholt)
Høgholt er en proprietærgård, der ligger ca. fem kilometer nordøst for Hadsund, i Visborg Sogn, Hindsted Herred, Ålborg Amt, Hadsund Kommune. Gården er dannet i 1931 ved udstykning fra Visborggaard.
Høgholt Gods er på 242 hektar med Frederiksgave.

## Ejere af Høgholt
- (1931) Knud greve Danneskiold-Samsøe
- (1931) Konsortium
- (1931-1961) C.O. Jørgensen
- (1961-1969) forskellige ejere
- (1969-1995) Jørgen Braad
- (1995-2022) Jesper Gregers Nielsen
- (2022-) Schnack Agro